# Tarnogskij Gorodok
Tarnogskij Gorodok (in russo Тарногский Городок?) è un villaggio della Russia europea nell'oblast' di Volgograd. È il centro amministrativo del rajon Tarnogskij. 
Si trova 356 km a nord-est di Vologda.